# 3-メトキシモルヒナン
3-メトキシモルヒナン(3-Methoxymorphinan)は、デキストロメトルファンの代謝物質で、局所的な鎮痛剤効果を示す。肝臓で、酵素CYP3A4によって代謝される。